# Беатрис (герцогиня Визеу)
Беатрис (герцогиня Визеу) (порт. Beatriz de Portugal, 13 июня 1430 — 30 сентября 1506) — португальская инфанта из Ависской династии, дочь Коннетабля Португалии Жуана (четвёртого сына короля Жуана I и его жены Филиппы Ланкастерской) и его жены  Изабеллы де Барселуш (дочери герцога Браганса Альфонса I). 

## Происхождение
Инфанта Ависской династии Беатрис приходилась двоюродной сестрой и свояченицей португальскому королю Афонсу V, троюродной сестрой и тёщей португальскому королю Жуану II, двоюродной сестрой и тёщей герцогу Браганса Фернанду II. Её сын Мануэл стал португальским королём под именем Мануэл I, Беатрис играла активную роль в политике при дворе королей Афонсу V, Жуана II и Мануэла I. Беатрис была женой своего двоюродного брата герцога Визеу Фернанду.
Беатрис приходилась тётей королеве Кастилии Изабелле I, дочери сестры Беатрис Изабеллы Португальской, жены Хуана II (короля Кастилии). Из-за этого родства Беатрис оказалась вовлечённой в урегулирование мирных соглашений после Войны за кастильское наследство, она принимала участие в составлении Алкасовашского договора между Королевством Португалия и Королевством Кастилия.
Беатрис поддерживала рыцарский Орден Сантьяго, направляя деятельность в этом ордене своего сына Диого. Она известна своим покровительством поэту Жилу Висенте, который считается отцом-основателем португальского театра. 
Беатрис основала монастырь в городе Бежа, в котором похоронен её муж Фернанду, герцог Визеу.

## Семья
Беатрис и Фернанду имели 9 детей:
- Инфант Жуан (1448—1472), 3-й герцог Визеу, 2-й герцог Бежа, 7-й коннетабль Португалии.
- Инфант Диого (1450—1484), 4-й герцог Визеу, 3-й герцог Бежа.
- Инфант Дуарте, умер в младенчестве.
- Инфант Динис, умер в младенчестве.
- Инфант Симан, умер в младенчестве.
- Принцесса Леонора Ависская (1458—1525), вышедшая замуж за короля Жуана II, ставшая королевой Португалии.
- Инфанта Изабель Визеу (1459—1521), вышедшая замуж за Фернандо II, герцога Браганса.
- Принц Мануэл (1469—1521), 5-й герцог Визеу, 4-й герцог Бежа, ставший королём Португалии под именем Мануэл I после смерти своего двоюродного брата Жуана II.
- Инфанта Катарина, умерла в младенчестве.

## Внешние ссылки
- Genealogy of Infanta Beatrice, Duchess os Viseu, in Portuguese